# Rapana venosa
Espèce

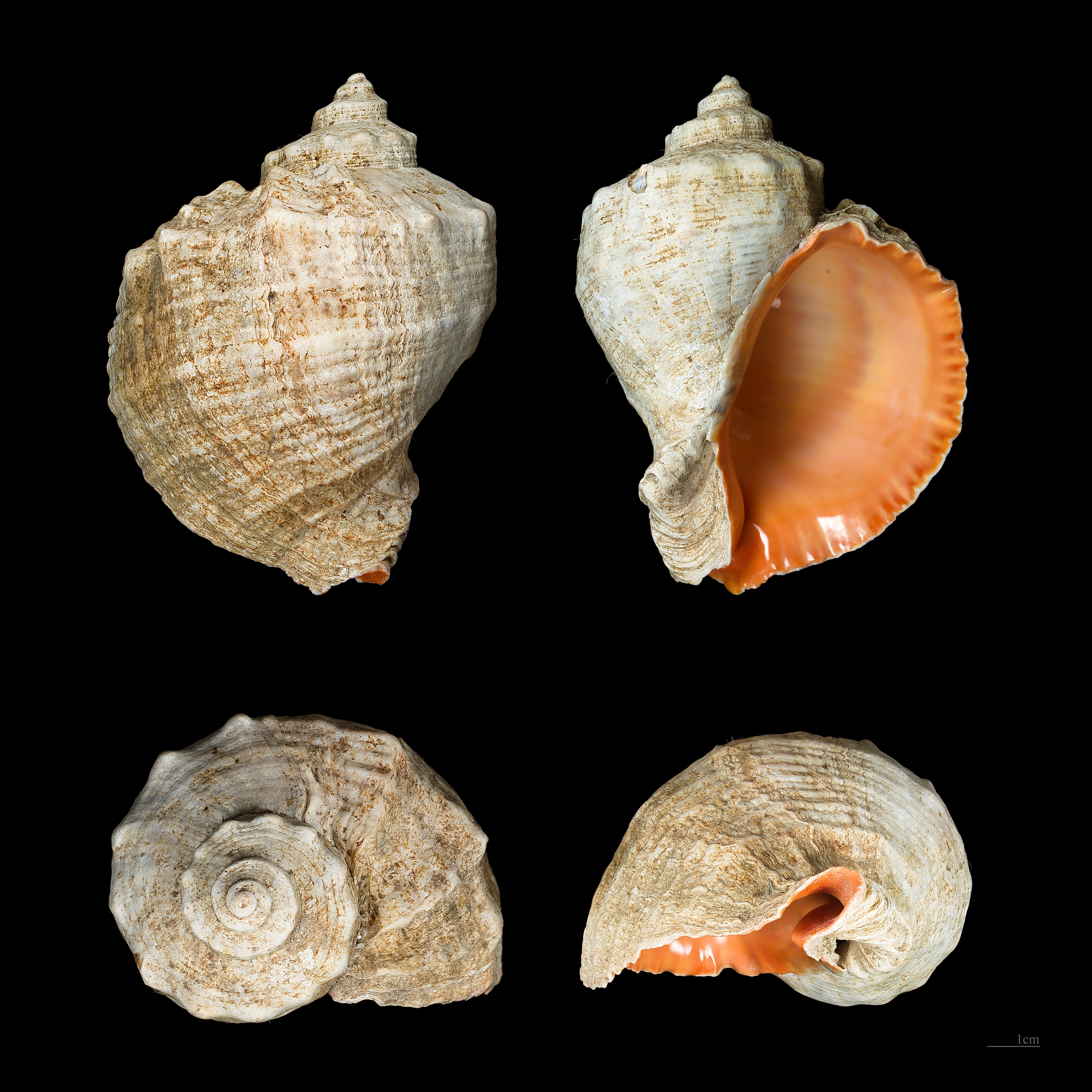
Rapana venosa, coquille - MHNT

Rapana venosa, le rapane veiné ou murex de la mer Noire est une espèce de mollusques gastéropodes de la famille des Muricidae, sous-famille des Rapaninae et du genre Rapana. Espèce benthique et néritique, il vit sur des substrats de sable et de rochers de la côte, à 30 mètres de profondeur.

## Description
La coquille de Rapana venosa est trapue et épaisse, à enroulement dextre avec un épaulement des spires et une suture très marqués. La taille est importante (18 cm maximum) et l’ouverture, de forme ovale, large. L’ombilic, écailleux, est large et le canal siphonal court, non fermé. La couleur de la coquille varie du brun-rouge au gris, en passant par le beige orangé. On peut parfois observer des lignes ou des taches brunâtres ou noirâtres parallèles aux spires d’enroulement, d’où son appellation de Rapana « veiné ». La taille de sa coquille peut attendre jusqu’à 18 cm, il est important de ne pas confondre Rapana venosa avec une espèce morphologiquement proche mais avec de taille largement inférieure (9 cm maximum), il s'agit de Stramonita haemastoma qui peut être trouvée principalement en Méditerranée mais également en Atlantique.

## Systématique
L'espèce Rapana venosa a été décrite par le zoologiste français Achille Valenciennes en 1846, sous le nom initial de Purpura venosa.

### Synonymie
- Purpura venosa Valenciennes, 1846 Protonyme
- Rapana marginata Valenciennes, 1846[2]
- Rapana pechiliensis Grabau & King, 1928[3]
- Rapana pontica Nordsieck, 1968[4]
- Rapana thomasiana Crosse, 1861[5]

### Noms vernaculaires
- Rapana veiné[6]
- Escargot de la mer Noire[7]

### Taxinomie
Il existe une variété reconnue :

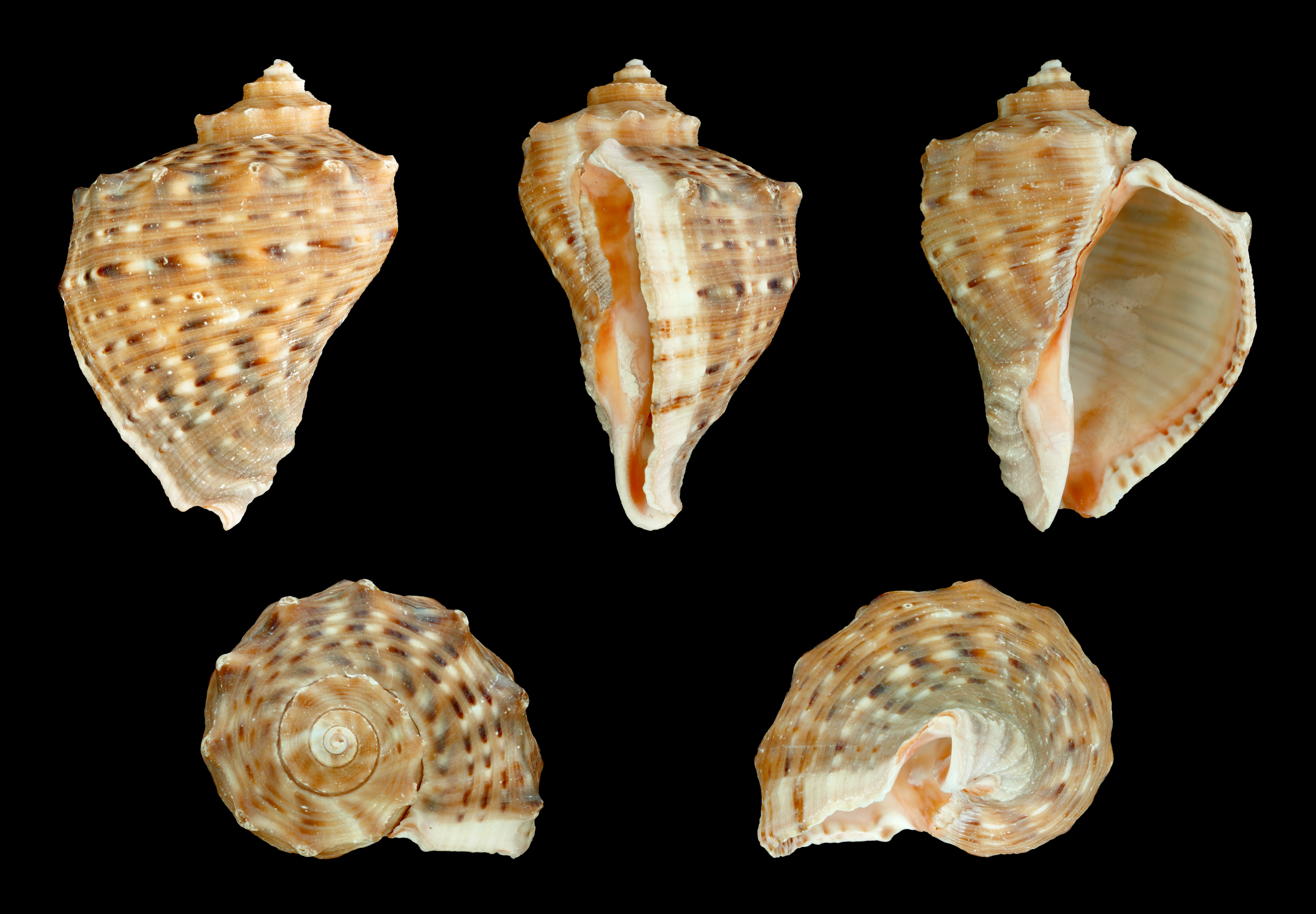
Rapana venosa forma pechiliensis

- Rapana venosa forma pechiliensis Grabau & King, 1928[8]

## Distribution
L'espèce Rapana venosa est originaire de la mer Jaune, des mers de Chine et de la mer du Japon. Sa présence en Europe est signalée, vers l’année 1948 dans la mer Noire, où il fut introduit accidentellement, probablement à l'état larvaire, dans les eaux de ballast des navires provenant des mers de Chine.
Depuis 1948 et en une décennie, ce mollusque s'est répandu le long des côtes du Caucase et de Crimée. De 1959 à 1972, il s’installe dans le nord-ouest de la mer Noire, sur les côtes de la Roumanie, de la Bulgarie et de la Turquie (Thrace orientale, Bithynie, Paphlagonie, Pont).

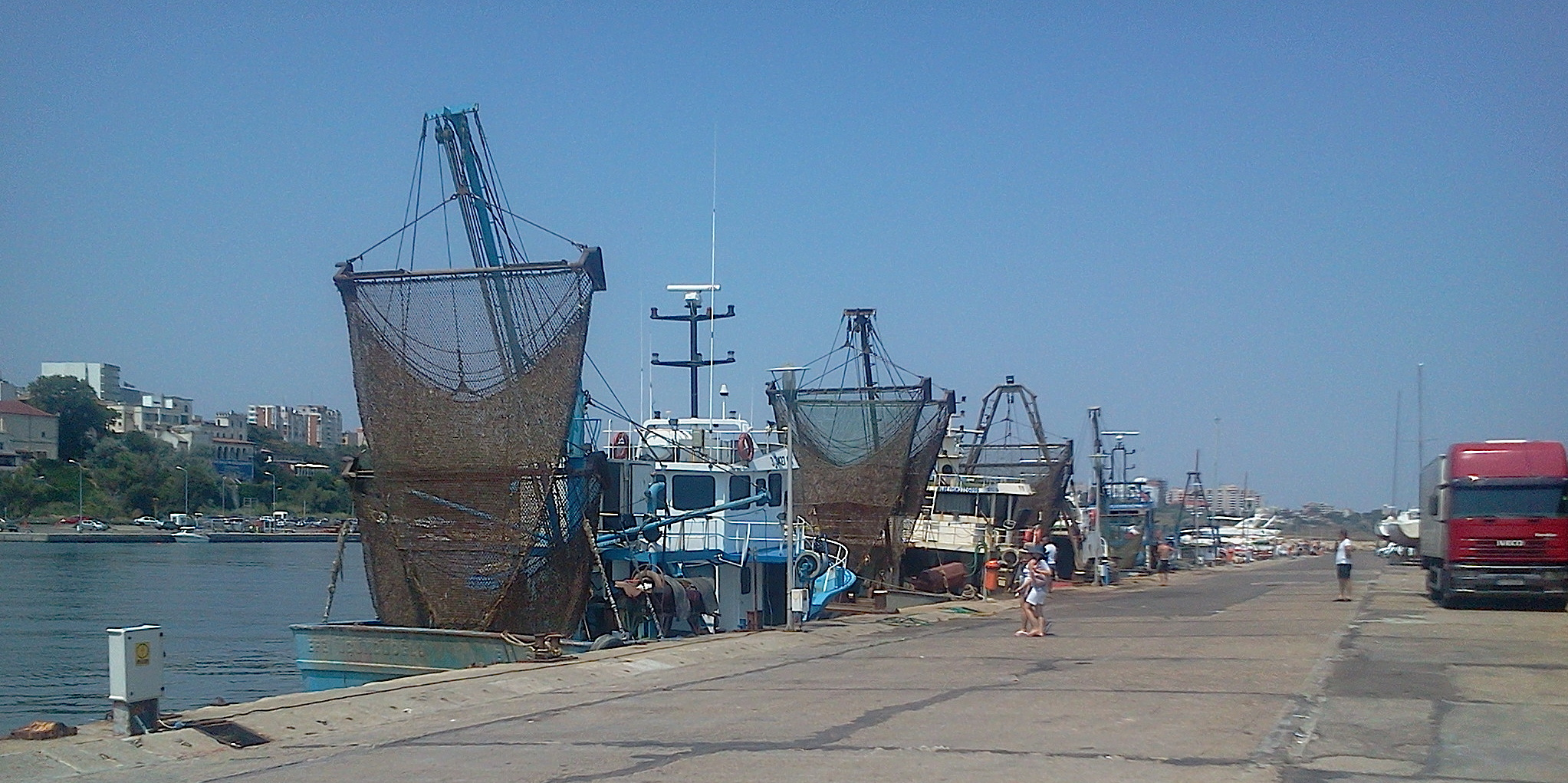
Chalutiers de pêche aux Rapana de Constanța (Roumanie).

## Impact écologique
L'impact environnemental en mer Noire de ce gastéropode prédateur des moules et des huîtres, a d'abord été très négatif en raison de sa multiplication rapide et son régime alimentaire qui se compose de bivalves extrêmement importants pour le filtrage de l'eau. Le Rapana veiné est très tolérant à de fortes variations de salinité et de concentration d'oxygène, ce qui peut expliquer son succès comme envahisseur des écosystèmes marins côtiers et saumâtres. Dans son aire de répartition naturelle Rapana venosa montre la tolérance à haute température, étant capable de résister à des températures variant de 4 à 27 °C.
Toutefois, à plus long terme, les prédateurs et parasites des gastéropodes marins ont commencé à s'attaquer aux populations de Rapana et parmi les prédateurs, l’Homo sapiens n'est pas le dernier car ce Murex est un fruit de mer apprécié : pêcheurs et restaurateurs ont su répandre l'idée qu'il aurait des vertus aphrodisiaques, d'où une réduction des effectifs de Rapana en mer Noire depuis les années 2000 (800 tonnes de Rapana sont exportées annuellement vers les marchés du Japon).

## Qualités nutritionnelles
Le Rapana est bien connu pour ses qualités nutritionnelles : 100 grammes de ce gastéropode fournissent 440,3 kJ, diverses vitamines et minéraux de type B. Un exemplaire contient :
- 75,2 % d'eau
- 9.6 % de protéines
- 8.3 % de glucides
- 3,9 % de lipides
- 2.9 % de vitamines et minéraux de type B

L'escargot de mer est également une riche source d’oméga 3, de zinc, calcium, fer et d'iode.